# Rhacophorus verrucopus
Rhacophorus verrucopus là một loài ếch trong họ Rhacophoridae.
Loài này có ở Trung Quốc và có thể có ở Ấn Độ.
Các môi trường sống tự nhiên của chúng là các khu rừng ẩm ướt đất thấp nhiệt đới hoặc cận nhiệt đới, các khu rừng vùng núi ẩm nhiệt đới hoặc cận nhiệt đới, vùng đất ẩm có cây bụi nhiệt đới hoặc cận nhiệt đới, và hồ nước ngọt.